# Беатрикс фон Хоенщауфен
Беатрикс Швабска фон Хоенщауфен Стара (на немски: Beatrix von Schwaben; * април/юни 1198; † 11 август 1212, Нордхаузен, Тюрингия) от династията Хоенщауфен, е три седмици императрица на Свещената Римска империя от 22 юли до 11 август 1212 г.

## Биография
Тя е най-възрастната дъщеря на римско-немския крал Филип Швабски (1177 – 1208) и на Ирина Ангелина (1181 – 1208), дъщеря на император Исак II Ангел от Византия.
Беатрикс е сгодена на 10 години през 1208 г. в катедралата на Франкфурт за нейния роднина новоизбрания крал Ото IV от род Велфи. На 14 години (22 юли 1212 г.) тя се омъжва на в Нордхаузен за император Ото IV. Умира след 21 дена. Погребана е в катедралата Св. Влазии в Брауншвайг, както нейният съпруг след шест години.
Император Ото IV се жени на 19 май 1214 г. за Мария Брабантска (1190 – 1260), дъщеря на херцог Хайнрих I от Брабант.